# Offensive de Poméranie orientale
Batailles
Front de l’Est

Prémices :
- Campagne de Pologne
- Guerre d’Hiver

Guerre germano-soviétique :
- 1941 : L'invasion de l'URSS

- Opération Barbarossa

Front nord : 
- Guerre de Continuation
- Opération Silberfuchs
- Siège de Léningrad

Front central : 
- 2e bataille de Brest-Litovsk
- Bataille de Białystok–Minsk
- 1re bataille de Smolensk
- Bataille de Kiev

Front sud : 
- Siège d'Odessa
- Campagne de Crimée

- 1941-1942 : La contre-offensive soviétique

Front nord : 
- Poche de Demiansk
- Poche de Kholm

Front central : 
- Bataille de Moscou

Front sud : 
- Seconde bataille de Kharkov

- 1942-1943 : De Fall Blau à 3e Kharkov

Front nord : 
- Offensive de Siniavino
- Opération Iskra
- Bataille de Krasny Bor
- Opération Poliarnaïa Zvezda

Front central : 
- Opération Mars

Front sud : 
- Bataille du Caucase (opération Fall Blau)
- Bataille de Stalingrad
- Opération Uranus
- Opération Saturne
- Offensive d'Ostrogojsk-Rossoch
- Offensive de Voronej-Kastornoe
- Opération Gallop
- Opération Étoile
- Troisième bataille de Kharkov

- 1943-1944 : Libération de l'Ukraine et de la Biélorussie

Front central : 
- 2e bataille de Smolensk
- Opération Bagration

Front sud : 
- Bataille de Koursk
- Bataille du Dniepr
- Offensive Dniepr-Carpates
- Offensive de Crimée
- Offensive de Lvov-Sandomir

- 1944-1945 : Campagnes d'Europe centrale et d'Allemagne

Allemagne : 
- Offensive Vistule-Oder
- Offensive de Poméranie orientale
- Siège de Breslau
- Offensive de Prusse-Orientale
- Bataille de Königsberg
- Bataille de Seelow
- Bataille de Bautzen
- Bataille de Berlin
- Capitulation allemande

Front nord et Finlande : 
- Guerre de Laponie
- Offensive Leningrad-Novgorod
- Bataille de Narva

Europe orientale : 
- Opération Margarethe
- Insurrection de Varsovie
- Soulèvement national slovaque
- Opération Panzerfaust
- Bataille de Budapest
- Opération Frühlingserwachen
- Offensive de Vienne
- Insurrection de Prague
- Offensive de Prague
- Bataille de Slivice

Front d’Europe de l’Ouest

Campagnes d'Afrique, du Moyen-Orient et de Méditerranée

Bataille de l’Atlantique

Guerre du Pacifique

Guerre sino-japonaise

Théâtre américain
L’offensive de Poméranie orientale (en russe : Восточно-Померанская наступательная операция) désigne une offensive de l'Armée rouge qui eut lieu du 10 février au 4 avril 1945 contre la Wehrmacht en Poméranie et en Prusse-Occidentale sur le Front de l'Est lors de la Seconde Guerre mondiale.

## Contexte historique

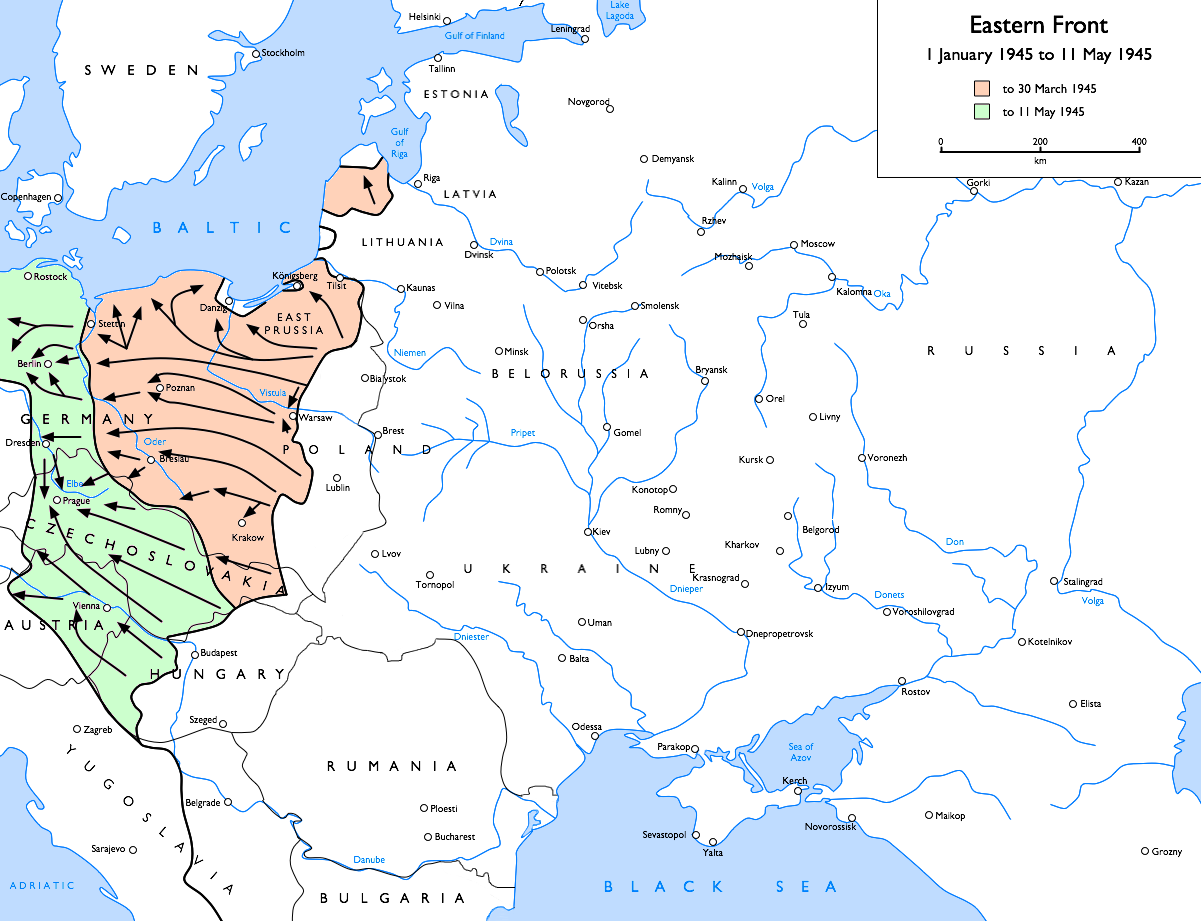
Le théâtre des opérations lors de l'offensive (janvier-mai 1945).

### Opération Vistule-Oder
Les opérations lancées à partir du 12 janvier 1945 constituent une démonstration de la maîtrise de l'art opérationnel acquis par l'Armée rouge. Disposant d'une supériorité en troupes et en matériel considérable, accentuée par le redéploiement de certaines unités blindées de la Wehrmacht en Hongrie, quatre fronts soviétiques s'élancent des têtes de pont conquises sur la Vistule au sud de Varsovie et à l'est de Cracovie, percent les lignes défensives préparées par les Allemands pendant l'automne, exploitent la percée obtenue grâce aux armées blindées et progressent en à peine 23 jours de 400 km jusqu'à l'Oder où des têtes de pont sont sécurisées autour de Kustrin. Varsovie, détruite et abandonnée par les Allemands, est libérée dès le 18 janvier, Lodz quelques jours plus tard. Le front allemand s'est complètement effondré.

### Arrêt de l'offensive soviétique
Les Soviétiques interrompent leur avancée, leur logistique ne pouvant suivre un tel rythme, et dans le but de sécuriser leurs flancs étendus. Ils s'emparent du bassin industriel de Haute-Silésie fin janvier (libérant notamment Auschwitz) et terminent la conquête de la province de Prusse-Orientale en avril. Les populations allemandes, que le pouvoir nazi obligeait jusqu'ici à rester sur place, commencent à fuir en masse vers l'Ouest par crainte des pillages et des viols commis par les soldats sovietiques.
À l'issue de la rupture du front allemand, l'Oder est atteinte en février, mais rapidement, l'offensive marque le pas, pour des raisons logistiques, stratégiques et de discipline.

### Contre-offensive allemande
La ligne de front soviétique, avancée en direction de l'Oder, offre rapidement aux Allemands des possibilités d'attaque de flanc contre les Soviétiques, partant de Silésie, au Sud, et de Poméranie, au Nord.
En février, la dernière offensive allemande du secteur, l'opération Sonnenwende (solstice), est lancée sur les flancs de l'avancée soviétique : cette action débute le 15 février en Poméranie, et doit aboutir à la consolidation des défenses allemandes dans la région, mais, dès le départ vouée à l'échec en raison de la disproportion des moyens allemands engagés face aux Soviétiques, elle est rapidement stoppée, puis, dès le 19 février, refoulée sur les positions de départ. Cette tentative de retour offensif achève de convaincre les Soviétiques de la nécessité de nettoyer l'aile nord, créée par la poussée soviétique depuis Varsovie.
À la fin du mois de février, les responsables de la planification militaire soviétique préparent des directives en vue de réduire la Poméranie encore contrôlée par les unités allemandes.

## Préparation

### Préparation opérationnelle
Dans un espace organisé par des axes de communication Ouest-Est, les planificateurs soviétiques prévoient une série d'offensives sur des axes Nord-Sud, aboutissant à tronçonner la Poméranie orientale en poches désarticulées les unes par rapport aux autres. Cette opération est conçue en deux temps par une directive du haut commandement soviétique : un premier temps par une offensive en direction de la région de Kolberg, puis une exploitation aboutissant d'une part à l'isolement de la Prusse orientale et à la prise de Stettin d'autre part. Cette planification opérationnelle ne tient pas compte de la réalité de la résistance allemande, très forte et du réseau routier de mauvaise qualité.
La préparation soviétique n'échappe pas au renseignement militaire allemand, parfaitement conscient de la situation militaire dans le secteur.

### Préparation de la défense
En dépit des renseignements de Gehlen, le commandant des unités allemandes, Himmler, semble tétanisé, incapable de réagir, en dépit des avertissements et des propositions de ses officiers et de Guderian, chef de l'OKH : ils proposent en effet d'organiser la défense des bouches de l'Oder et la constitution d'un camp retranché autour de Dantzig et Gotenhafen, deux ports stratégiques pour la poche de Courlande et le front de Prusse.
Cependant, en dépit de cette impréparation, le climat et le territoire favorisent la défense.

### Ordre de bataille
Elle est principalement menée par le 2e front biélorusse sous le commandement de Constantin Rokossovski, l'opposant à la 2e armée allemande, commandée par Walter Weiss.

## Déroulement et conséquences

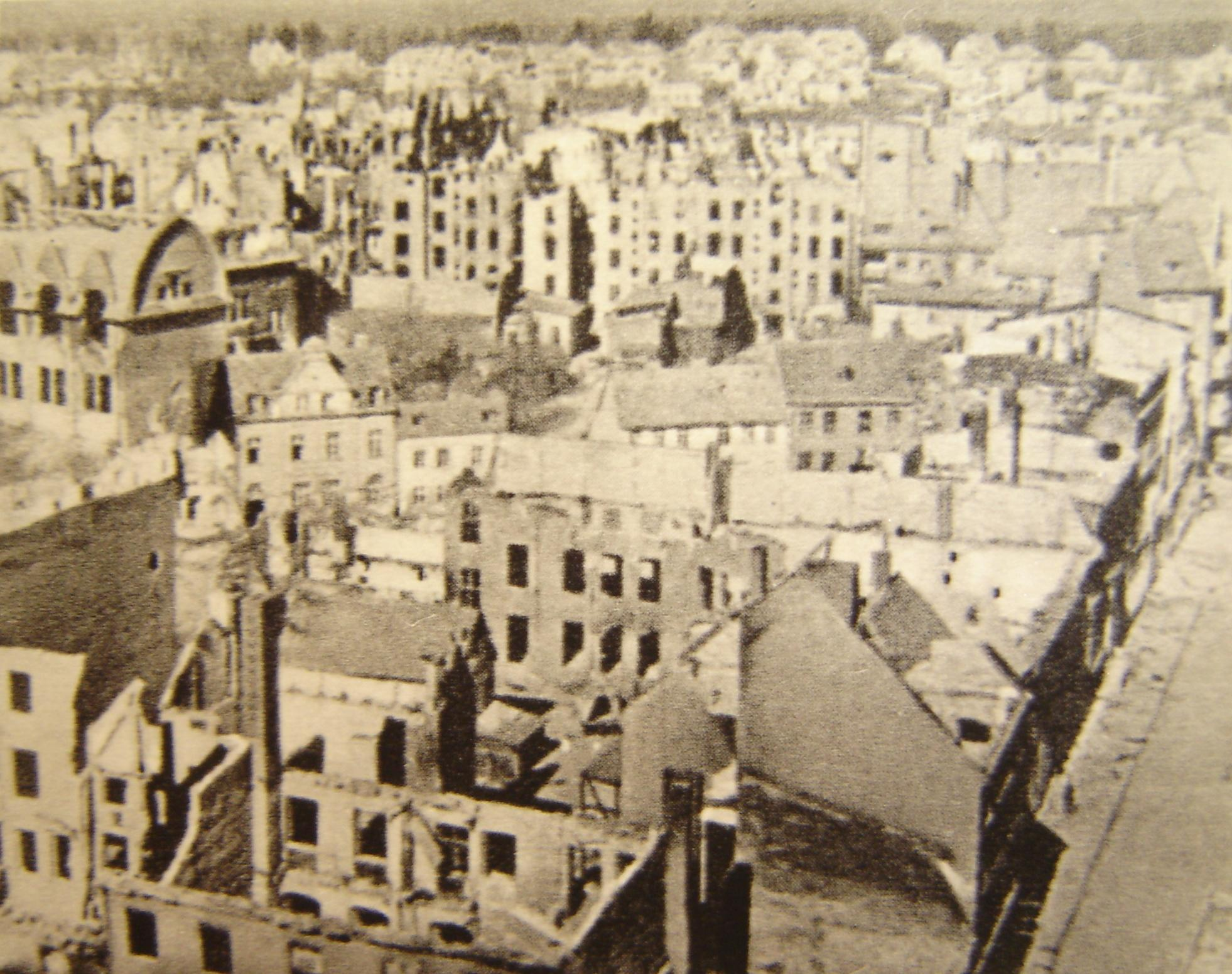
La ville de Kolberg en 1945 après les bombardements soviétiques.

### Première tentative de percée
Le 10 février, une première percée est tentée, mais, devant une défense qui s'accroche, une place accrue de l'eau dans ce paysage de marais, de lacs et de canaux de drainage et un temps couvert qui limite le rôle du soutien aérien, celle-ci échoue, et les unités allemandes sont repoussées d'une ligne de défense à la suivante, lançant des contre-attaques de panzers lors de l'apparition des éléments blindés. Ce premier échec est acté par les Soviétiques le 19, Rokossovski décidant l'arrêt de ses unités sur la ligne Okonek-Chojnice-Gniew.

### Seconde percée
Face à une résistance mordante, renforcée par des débris d'unités à partir du 20 février, les Soviétiques repensent leur attaque de la Poméranie : celle-ci doit être menée par 560 000 soldats aguerris, mais pour certains sans expérience du combat dans le Reich.
L'offensive débute le 24 février avec l'utilisation de la fraîche 19e armée soviétique de Dmitri Kozlov. La percée est rapidement obtenue, les unités allemandes éparses, pour certaines privées de moyens lourds, sont rapidement détruites ou désorganisées : la division Charlemagne est ainsi tactiquement détruite en trois heures.
Le 28 février, Neustettin est prise d'assaut, au terme d'une journée de combat.
Le 2 mars, les Soviétiques atteignent Koszalin, isolant la 2e armée allemande. Le 4, les unités blindées de l'Armée rouge atteignent la Baltique entre Koszalin et Kolberg et encerclent les forces allemandes en Poméranie qui se retranchent à Dantzig. Le siège de la ville est mené du 15 au 30 mars, date de la chute du dernier grand port allemand à l'Est de l'Oder.
Véritable succès, cette offensive s'achève par la conquête de Dantzig le 31 mars au milieu de la débandade de milliers de civils allemands. Les Soviétiques perdirent 55 000 tués et environ 179 000 blessés dans les combats.
Durant l'offensive, la ville de Kolberg fut détruite à 80 % par l'Armée rouge et l'Armée polonaise de l'Est,.

## Conséquences
Cette offensive, ordonnée par Staline, reste toutefois sujette à controverses parmi les généraux soviétiques et les historiens[Lesquels ?] car elle conduit à retarder l'offensive sur Berlin de 2 mois (avril au lieu de février), alors que les conditions s'y prêtaient (la prise de la ville aurait pu être plus rapide et avec moins de pertes) tandis que certains arguent que laisser des formations allemandes sur les flancs représentait une menace, du fait qu'elles auraient pu mener une contre-offensive et ainsi prolonger la guerre. En revanche, elle permit aux Soviétiques d'occuper l'Autriche, un atout vital pour les négociations après-guerre avec les Alliés (voir offensive de Vienne).

### Pertes
Le groupe d'armée Vistule, grande unité allemande aux prises avec les Soviétiques, perd 143 000 hommes, soldats et officiers. À Dantzig, 39 000 soldats allemands sont tués et 10 000 autres capturés.

### Conquêtes
À l'issue de cette offensive, les Soviétiques prennent le contrôle de la Poméranie orientale, à l'exception de quelques têtes de pont allemandes, autour de la presqu'île de Hela, battues par l'artillerie soviétique ; ces poches se rendent aux Soviétiques dans les jours qui suivent la capitulation allemande.

### liens internet
1. ↑  (pl) Kołobrzeg marzec 1945 - jak dziś wygląda pole bitwy..., consulté le 4 avril 2012
2. ↑  (pl) BITWA O KOŁOBRZEG 1945, documentaire sur la prise de Kolberg